# Def, Dumb & Blonde
Def, Dumb & Blonde es el tercer álbum de estudio de la cantante estadounidense Deborah Harry, publicado el 16 de octubre de 1989 por Sire Records en los Estados Unidos y por Chrysalis Records en el Reino Unido. Es el primer trabajo en el que cambia su nombre de "Debbie" a "Deborah".
Harry trabajó con diversos productores en el álbum, sobre todo con Tom Bailey de Thompson Twins y Mike Chapman, quien había estado a cargo de los trabajos más importantes de Blondie. En sus palabras, "quería hacer ciertas cosas que fueran reminiscentes a Blondie".

## Producción
Luego de cortar su vínculo comercial con Steven Arkin (quien la vinculara con Geffen para Rockbird), Harry se contactó con Gary Kurfist, quien le consiguió un contrato con Sire en Estados Unidos y la contactó con Tom Bailey y Alannah Currie de Thompson Twins para que produjeran material en Londres. En el verano de 1988 se instaló en el apartamento de la pareja, experiencia que Harry recuerda con muy buen tono en sus memorias, Face It.  "I Want That Man", que sería el primer single, fue una canción que Currie y Bailey escribieron para Harry antes de conocerla, imaginando encontrarse con "una diva demandante y una femme fatale predadora". En ese viaje, además de conocer a Harry Dean Stanton (mencionado en esa canción y con quien Harry tendría un breve romance), compusieron "Kiss It Better". Por la misma época Harry participó de dos canciones del álbum Big Trash de Thompson Twins, incluido el sencillo "Sugar Daddy". 
11 de 15 canciones fueron producidas por Mike Chapman, quien había producido todos los álbumes de Blondie a partir de Parallel Lines (1978). Además de Stein, Gary Valentine (bajista de Blondie hasta Plastic Letters) aportó coros en "Bike Boy". Paulinho da Costa tocó percusión en "Calmarie" e Ian Astbury de The Cult cantó a dueto con Harry "Lovelight". "Sweet and Low" fue producida por Stein, Harry y Toni C.
El álbum fue editado en CD, LP y casete con distintos bonus tracks. La edición de vinilo contó con 11 canciones, la de casete con 13 y la de CD con 15.

## Difusión y sencillos
"I Want That Man" fue lanzada como el primer sencillo internacional. Esta canción dance-rock obtuvo gran repercusión en Reino Unido (N° 13), Europa (N° 35), Nueva Zelanda (N° 8) y Australia (N° 2, N° 37 en el conteo de fin de año). En Estados Unidos fue enviada a radios de rock, donde llegó al N° 2 del chart correspondiente de Billboard.
A este éxito internacional le siguieron varios singles que orientaban a Harry a distintas audiencias. En Estados Unidos, el segundo single fue "Kiss It Better", que llegó al N° 12 en las listas de Alternative Airplay. La balada "Brite Side" fue publicada en paralelo en Reino Unido, donde llegó al N° 59. En Estados Unidos esta canción fue incluida en la serie televisiva Wiseguy, de la cual Harry participaría en varios episodios.
"Sweet and Low" fue lanzada como último single internacional, llegando al N° 57 en Reino Unido, al N° 17 en la lista Dance de Estados Unidos y al N° 30 en Australia (donde contó con el doble lado A "Kiss It Better"). Para el lanzamiento fue remixada en estilo house y contó con un video dirigido por Stephen Sprouse que homenajea a Andy Warhol.
El último lanzamiento fue "Maybe for Sure", limitado a Reino Unido (N° 89), donde solo fue difundido por radios, sin videoclip.
"I Want That Man", "Brite Side" y "Sweet and Low" fueron presentados en numerosos programas de televisión norteamericanos, europeos y australianos de alto perfil, como Club MTV, El Show de Arsenio Hall, The Des O'Connor Show, Night Music y The Terry Wogan Show. Para la difusión Harry salió de gira por primera vez como solista por Estados Unidos, Europa y Oceanía. De la gira participaron Stein, Leigh Foxx (quien luego sería miembro estable de Blondie) y, en algunas fechas, Clem Burke (ex baterista de Blondie). En 1991 Harry tocó en el estadio de Wembley junto a INXS.

## Desempeño crítico y comercial
Críticamente, Def, Dumb & Blonde tuvo una recepción muy cálida y positiva, destacando la vuelta de Harry a un sonido como el de Blondie, así como sus letras. Robert Christgau señaló que "tiene la idea correcta y algunos buenos toques" y destacó la participación de Astbury, asemejándola al juego que hace Fred Schneider en B-52's. Para Alex Henderson de AllMusic Harry demuestra que está lejos de ser alguien del pasado y que "mucho de este pop rock medio new wave y esta música dance con sabores europeos es sentida, astuta y bastante memorable. En cuanto a ventas, llegó a los puestos N° 10 en Australia y N° 12 en Reino Unido (donde recibió un Disco de Plata). En Estados Unidos tuvo un impacto mucho menor, llegando a su pico en el N° 123.

## Lista de canciones
Todas compuestas por Deborah Harry y Chris Stein y producidas por Mike Chapman, excepto donde se indique.
| Def, Dumb & Blonde (vinilo - lado A) |                                     |                                       |                            |          |  |
| N.º                                  | Título                              | Escritor(es)                          | Productor(es)              | Duración |  |
| 1.                                   | «I Want That Man»                   | Tom Bailey, Alannah Currie            | Tom Bailey, Eric Thorngren | 3:43     |  |
| 2.                                   | «Lovelight» (Dueto con Ian Astbury) | Chris Stein                           |                            | 3:56     |  |
| 3.                                   | «Kiss It Better»                    | Bailey, Currie, Deborah Harry         | Bailey, Thorngren          | 4:19     |  |
| 4.                                   | «Maybe for Sure»                    |                                       |                            | 4:30     |  |
| 5.                                   | «Calmarie»                          | Mario Tolédo, Naná Vasconcelos, Harry |                            | 4:42     |  |
| 6.                                   | «Get Your Way»                      |                                       |                            | 6:13     |  |

| Def, Dumb & Blonde (vinilo - lado B) |                  |                |                       |          |  |
| N.º                                  | Título           | Escritor(es)   | Productor(es)         | Duración |  |
| 1.                                   | «Sweet and Low»  | Toni C., Harry | Stein, Harry, Toni C. | 4:49     |  |
| 2.                                   | «He is So»       |                |                       | 5:10     |  |
| 3.                                   | «Brite Side»     |                | Stein, Harry          | 4:34     |  |
| 4.                                   | «Bugeye»         |                |                       | 4:06     |  |
| 5.                                   | «End of the Run» |                |                       | 7:04     |  |

| Def, Dumb & Blonde (cassette - lado A) |                                     |                                       |                            |          |  |
| N.º                                    | Título                              | Escritor(es)                          | Productor(es)              | Duración |  |
| 1.                                     | «I Want That Man»                   | Tom Bailey, Alannah Currie            | Tom Bailey, Eric Thorngren | 3:43     |  |
| 2.                                     | «Lovelight» (Dueto con Ian Astbury) | Chris Stein                           |                            | 3:56     |  |
| 3.                                     | «Kiss It Better»                    | Bailey, Currie, Deborah Harry         | Bailey, Thorngren          | 4:19     |  |
| 4.                                     | «Bike Boy»                          |                                       |                            | 2:47     |  |
| 5.                                     | «Get Your Way»                      |                                       |                            | 6:13     |  |
| 6.                                     | «Maybe for Sure»                    |                                       |                            | 4:30     |  |
| 7.                                     | «Calmarie»                          | Mario Tolédo, Naná Vasconcelos, Harry |                            | 4:42     |  |

| Def, Dumb & Blonde (cassette - lado B) |                  |                                   |                       |          |  |
| N.º                                    | Título           | Escritor(es)                      | Productor(es)         | Duración |  |
| 1.                                     | «Sweet and Low»  | Toni C., Harry                    | Stein, Harry, Toni C. | 4:49     |  |
| 2.                                     | «He is So»       |                                   |                       | 5:10     |  |
| 3.                                     | «Bugeye»         |                                   |                       | 4:06     |  |
| 4.                                     | «Comic Books»    | Mike Zone, Paul Zone, Armand Zone |                       | 2:34     |  |
| 5.                                     | «Brite Side»     |                                   | Harry, Stein          | 4:34     |  |
| 6.                                     | «End of the Run» |                                   |                       | 7:04     |  |

| Def, Dumb & Blonde (CD y digital) |                                                                               |                                       |                            |          |  |
| N.º                               | Título                                                                        | Escritor(es)                          | Productor(es)              | Duración |  |
| 1.                                | «I Want That Man»                                                             | Tom Bailey, Alannah Currie            | Tom Bailey, Eric Thorngren | 3:43     |  |
| 2.                                | «Lovelight»                                                                   | Chris Stein                           |                            | 3:56     |  |
| 3.                                | «Kiss It Better»                                                              | Bailey, Currie, Harry                 | Bailey, Thorngren          | 4:19     |  |
| 4.                                | «Bike Boy»                                                                    |                                       |                            | 2:47     |  |
| 5.                                | «Get Your Way» (En los servicios de streaming figura como "Get Your Own Way") |                                       |                            | 6:13     |  |
| 6.                                | «Maybe for Sure»                                                              |                                       |                            | 4:30     |  |
| 7.                                | «I'll Never Fall in Love»                                                     | Walter Ward, Thomas Bush              |                            | 3:19     |  |
| 8.                                | «Calmarie»                                                                    | Mario Tolédo, Naná Vasconcelos, Harry |                            | 4:42     |  |
| 9.                                | «Sweet and Low»                                                               |                                       | Stein, Toni C., Harry      | 4:49     |  |
| 10.                               | «He is So»                                                                    |                                       |                            | 5:10     |  |
| 11.                               | «Bugeye»                                                                      |                                       |                            | 4:06     |  |
| 12.                               | «Comic Books»                                                                 | Mike Zone, Paul Zone, Armand Zone     |                            | 2:34     |  |
| 13.                               | «Forced to Live»                                                              | Harry, Leigh Foxx                     |                            | 2:02     |  |
| 14.                               | «Brite Side»                                                                  |                                       | Stein, Harry               | 4:34     |  |
| 15.                               | «End of the Run»                                                              |                                       |                            | 7:04     |  |

## Posicionamiento
| Lista (1989)   | Posición | Semanas totales |
| -------------- | -------- | --------------- |
| Australia      | 10       | 20              |
| Nueva Zelanda  | 9        | 9               |
| Reino Unido    | 12       | 7               |
| Estados Unidos | 123      | 8               |